# بتینا فالکو
 بتینا فالکو (انگلیسی: Bettina Fulco؛ زادهٔ ۲۳ اکتبر ۱۹۶۸) یک تنیس‌باز اهل آرژانتین است.